# Café Lumière
Café Lumière (珈琲時光 Kōhī Jikō?) es una película dramática japonesa de 2003 dirigida por el director taiwanés Hou Hsiao-hsien. La película es un homenaje al director de referencia de Hsiao-hsien, Yasujirō Ozu. Fue presentada en el festival conmemorativo del centenario del nacimiento de Ozu y fue nominada al León de Oro en el Festival Internacional de Cine de Venecia de 2004.

## Argumento
La historia gira en torno a Yoko Inoue, una joven japonesa que investiga sobre el compositor taiwanés Jiang Wen-Ye, cuyo trabajo aparece en la banda sonora. La esposa e hija japonesas del difunto compositor también hacen apariciones como ellas mismas.

## Reparto
- Yo Hitoto - Yoko Inoue (井上 陽子 Inoue Yōko)
- Tadanobu Asano - Hajime Takeuchi (竹内 肇 Takeuchi Hajime)
- Masato Hagiwara - Seiji
- Kimiko Yo - madrastra de Yoko
- Nenji Kobayashi - padre de Yoko